# Геддес (Південна Дакота)
Геддес (англ. Geddes) — місто (англ. city) в США, в окрузі Чарлз-Мікс штату Південна Дакота. Населення — 156 осіб (2020).

## Географія
Геддес розташований за координатами 43°15′12″ пн. ш. 98°41′52″ зх. д. / 43.25333° пн. ш. 98.69778° зх. д. (43.253242, -98.697834).  За даними Бюро перепису населення США в 2010 році місто мало площу 1,57 км², уся площа — суходіл. В 2017 році площа становила 1,89 км², уся площа — суходіл.

## Демографія
Згідно з переписом 2010 року, у місті мешкало 208 осіб у 110 домогосподарствах у складі 57 родин. Густота населення становила 132 особи/км².  Було 155 помешкань (99/км²).
Расовий склад населення:
| - 96,2 % — білих - 0,5 % — корінних американців - 0,5 % — азіатів |

До двох чи більше рас належало 2,4 %. Частка іспаномовних становила 1,0 % від усіх жителів.
За віковим діапазоном населення розподілялося таким чином: 16,3 % — особи молодші 18 років, 57,3 % — особи у віці 18—64 років, 26,4 % — особи у віці 65 років та старші. Медіана віку мешканця становила 50,6 року. На 100 осіб жіночої статі у місті припадало 126,1 чоловіків;  на 100 жінок у віці від 18 років та старших — 128,9 чоловіків також старших 18 років.
Середній дохід на одне домашнє господарство  становив 50 069 доларів США (медіана — 31 250), а середній дохід на одну сім'ю — 87 936 доларів (медіана — 75 417). За межею бідності перебувало 9,3 % осіб, у тому числі 0,0 % дітей у віці до 18 років та 19,2 % осіб у віці 65 років та старших.
Цивільне працевлаштоване населення становило 88 осіб. Основні галузі зайнятості: освіта, охорона здоров'я та соціальна допомога — 34,1 %, публічна адміністрація — 20,5 %, будівництво — 10,2 %, оптова торгівля — 8,0 %.